# Mellersta Fosksjön
Mellersta Fosksjön är en sjö i Älvdalens kommun i Dalarna och ingår i Dalälvens huvudavrinningsområde. Sjön har en area på 0,116 kvadratkilometer och ligger 891,4 meter över havet. Sjön avvattnas av vattendraget Foskan. Vid provfiske har elritsa och öring fångats i sjön.

## Delavrinningsområde
Mellersta Fosksjön ingår i det delavrinningsområde (689396-132234) som SMHI kallar för Utloppet av Mellersta Fosksjön. Medelhöjden är 976 meter över havet och ytan är 2,92 kvadratkilometer. Räknas de 2 avrinningsområdena uppströms in blir den ackumulerade arean 16,83 kvadratkilometer. Foskan som avvattnar avrinningsområdet har biflödesordning 3, vilket innebär att vattnet flödar genom totalt 3 vattendrag innan det når havet efter 511 kilometer. Avrinningsområdet består mestadels av kalfjäll (93 procent). Avrinningsområdet har 0,12 kvadratkilometer vattenytor vilket ger det en sjöprocent på 3,7 procent.